# Aufrany comú
L'aufrany comú, aufrany o mongeta (Neophron percnopterus) és una espècie d'ocell de la família dels accipítrids i única espècie viva del gènere Neophron. És el representant dels voltors amb una menor envergadura (sobre 150 cm). Es coneix a Mallorca com a moixeta voltonera, milana voltonera. A Menorca té el nom de miloca, també li diuen arpella, arpellot o milana blanca. El seu estat de conservació es considera en perill d'extinció.

## Morfologia

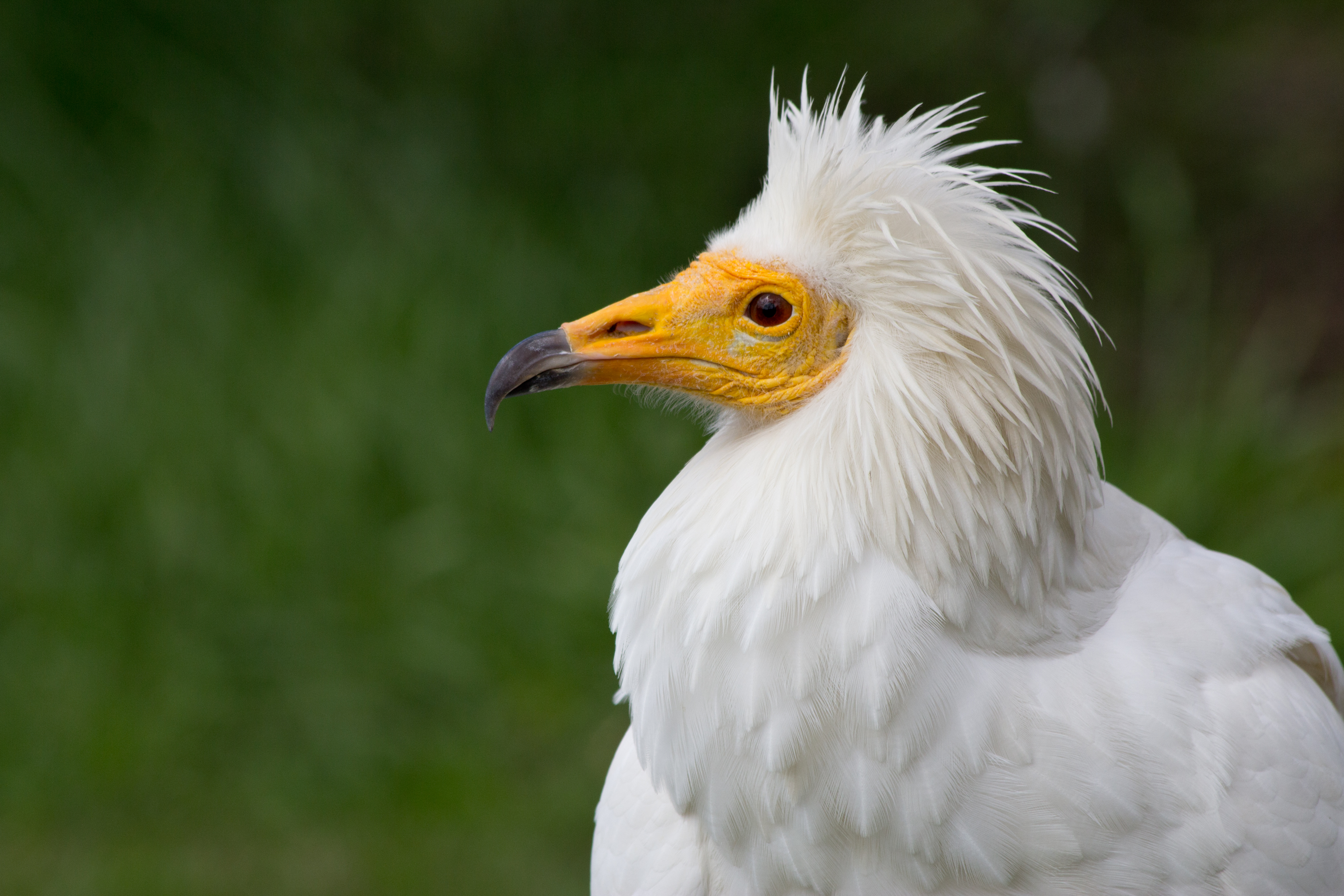
Detall del cap.

Els joves són terrossos, mentre que els adults (a partir dels 5 anys) es caracteritzen pel seu cap i potes grogues, cos blanc, ales blanques d'extrems grisos i negres i cua blanca i ampla. Fan 85 centímetres de la punta del bec a la de la cua, assolint una envergadura d'1,7 metres i un pes mitjà de poc més de dos quilos.

## Ecologia
Els aufranys volen normalment en grup, tot i que de vegades segueixen altres congèneres o a voltors d'altres espècies i corbs. Habiten a la península Ibèrica, Àfrica i el sud-oest d'Àsia fins a l'Índia. A Espanya, l'aufrany és normalment un visitant estival, tot i que existeixen poblacions sedentàries a les illes de Menorca, Mallorca, Lanzarote i Fuerteventura.
Aquest voltor sol ser un dels darrers animals a tastar les carronyes de les que s'alimenta. Quan altres espècies majors han acabat gairebé tota la carn, l'aufrany arriba per engolir les restes de pell i carn que queden enganxades als ossos. Completa la dieta amb insectes i petits animals així com tota mena de deixalles. També menja ous que trenca alçant-los amb el bec i llençant-los contra les roques. A l'Àfrica, els aufranys aconsegueixen trencar els ous dels estruços agafant pedres amb el bec i llançant-les repetidament contra la closca fins que aquesta cedeix, constituint un dels escassos exemples de l'ús d'eines al món animal. Els aufranys també són habituals dels abocadors on s'atipen de deixalles humanes.
Nien fonamentalment en coves situades sobre penya-segats i valls retallades on ponen dos ous entre març i abril en un niu folrat de pels d'animal (hi és comuna la llana d'ovella), branques i ossos. Transporten aquests materials amb el bec, al contrari que la resta de voltors que ho fan amb les urpes.
L'ús intensiu de pesticides pot reduir la posta a un sol ou com ha passat a diverses zones de la península Ibèrica on actualment es troba en regressió.
El seu cariotip consta de 66 cromosomes.